# Индейцы Вудленда
Вудленд (Woodland: "лесная страна") — обозначение исторического лесистого региона на северо-востоке Северной Америки, противостоящего Великим Равнинам. Большинство перечисленных ниже народов связаны с культурами Вудлендского периода.

## Доисторический период
- Хоупвеллская традиция — Огайо и регион Чёрной реки
- Вудлендский период
- Культура красной охры — предки алгонкинских племён.

## Перечень
- Абенаки
  - en:Eastern Abenaki: Квебек, Мэн и Нью-Гэмпшир[1]
    - en:Kennebec (en:Caniba)

  - en:Western Abenaki: Квебек, Массачусетс, Нью-Гэмпшир и Вермонт[1]
- en:Accohannock, см. Nanticoke
- Алгонкины низин en:Saint Lawrence River
- Анишинаабе
  - Алгонкины Квебек, Онтарио
  - Ниписсинги Онтарио[1]
  - Оджибва, (Chippewa, Ojibwe) Онтарио, Мичиган, Миннесота и Висконсин[1]
    - Миссиссоги, Онтарио
    - en:Saulteaux (Nakawe), Онтарио

  - Оттава, (одава), Онтарио,[1] Мичиган, позднее Оклахома
  - Потаватоми, Мичиган,[1] Онтарио, Индиана, Висконсин, позднее Оклахома
- en:Assateague, Мэриленд[2]
- Беотуки, Ньюфаундленд[1]
- en:Choptank, Мэриленд[2]
- Conoy, Виргиния[2]
- Эри, Пенсильвания, Нью-Йорк[1]; см. также весто
- en:Etchemin Квебек (Maliseet)
- Фоксы, Мичиган,[1] позднее Айова, Оклахома, Канзас, Небраска
- Hatteras ((бывшее племя, сейчас en:Roanoke-Hatteras tribe)
- Виннебаго, Висконсин near Green Bay, Иллинойс,[1] позднее Небраска
- en:Honniasont, Пенсильвания, Огайо, Западная Виргиния
- Гуроны/вайандоты Онтарио south of en:Georgian Bay, ныне Оклахома и Вендаке, Квебек
- Иллинойсы, Иллинойс, Айова и Миссури[1]
  - Пеория, Иллинойс, позднее Оклахома
- Майами, Иллинойс, Индиана и Мичиган,[1] later Оклахома
  - Пианкашо
  - Веа
- Ирокезы, Онтарио, Квебек и Нью-Йорк[1]
  - Кайюга, Нью-Йорк,[1] позднее Оклахома
  - Мохоки, Нью-Йорк[1] и en:Kahnawake, Quebec
  - Онайда, Нью-Йорк[1]
  - Онондага, Нью-Йорк[1]
  - Сенека, Нью-Йорк,[1] позднее Оклахома
  - Тускарора, ранее — Северная Каролина
- Кикапу, Мичиган,[1] Иллинойс, Миссури, позднее Канзас, Оклахома, Техас, Мексика
- Лаврентийские ирокезы, Онтарио
- Делавары (ленапе) Пенсильвания, Делавэр, Нью-Джерси, ныне также Онтарио и Оклахома
  - en:Munsee
  - en:Unami
  - Уналактиго
- Малеситы, Нью-Брансуик, Новая Шотландия, Квебек и Мэн[1]
- Маскутены, Мичиган[1]
- Массачусеты, Массачусетс
  - en:Ponkapoag
- en:Mattaponi, Виргиния[3]
- Меномини, Мичиган и Висконсин[1]
- Минго, Пенсильвания, Огайо, Западная Виргиния
- Mahican Confederacy, Коннектикут, Массачусетс, Нью-Йорк и Вермонт[1]
  - en:Housatonic, Массачусетс, Нью-Йорк[4]
  - Могикане, Массачусетс, Нью-Йорк и Вермонт[1][4]
  - en:Wappani (Wappinger), Нью-Йорк[4]
  - en:Wyachtonok, Коннектикут, Нью-Йорк[4]
- Микмаки, Нью-Брансуик, Новая Шотландия и Квебек[1]
- Мохеганы
- Монтокетты, Нью-Йорк
- Нантикоки, Делавэр и Мэриленд[1]
- Наррагансетты, Род-Айленд
- Нейтраль (народ), Онтарио[1]
- Ниантики, прибрежный Коннектикут[5]
- Нипмуки, Коннектикут, Массачусетс и Род-Айленд[5]
- Окканичи, Виргиния[6]
- en:Pamlico
- en:Pasquotank
- Пассамакуоди, Нью-Брансуик, Новая Шотландия, Квебек и Мэн[1]
- en:Patuxent, Мэриленд[2]
- Пенобскот, Мэн
- Пекоты
- en:Petun, Онтарио[1]
- en:Piscataway Indian Nation, Мэриленд[2]
- en:Pocumtuk, западный Массачусетс[5]
- en:Pokanoket (Pokanoket Tribe of the Wampanoag Nation), Род-Айленд и Массачусетс[5]
- en:Poospatuck, Нью-Йорк
- Потаватоми, Мичиган
- Поухатаны (поватены), Виргиния[2]
- Куиннипиаки Коннектикут, восток штата Нью-Йорк, север Нью-Джерси, Лонг-Айленд
  - en:Hammonasset
  - en:Mattabesec
  - en:Mattatuck
  - en:Menunkatuck
  - en:Meriden (tribe)
  - en:Mioonkhtuck
  - Naugatuck, Нью-Йорк[5]
  - en:Nehantic
  - en:Paugusset, Нью-Йорк[5]
  - Podunk, Нью-Йорк[5]
  - en:Potatuck, Нью-Йорк[5]
  - en:Totoket
  - Тунксисы, Нью-Йорк[5]
  - Вангунки, Нью-Йорк[5]
  - en:Wepawaug, Нью-Йорк[5]
- en:Ramapough Mountain Indians, Нью-Джерси
- en:Rappahannock, Виргиния[3]
- Сауки, Мичиган,[1] позднее Айова, Оклахома
- Schaghticoke, западный Коннектикут
- en:Secotan
- Шауни Огайо,[1] Западная Виргиния, Пенсильвания, позднее Оклахома
- Шиннекоки, Лонг-Айленд, Нью-Йорк[5]
- en:Sissipahaw
- en:Souriquoian
- Саскуэханноки, Мэриленд и Пенсильвания[1]
- en:Tarrantine (Tarranteen), см. абенаки, микмаки
- en:Tauxenent, Virginia[3]
- Ункечоги, Лонг-Айленд, Нью-Йорк[5]
- Вампаноаги, Массачусетс
  - Патуксеты (исчезли в 17 в.)
- en:Wawenoc
- Венро, Нью-Йорк[1]
- en:Wenrohronon, Пенсильвания и Нью-Йорк